# Tyson Etienne
Tyson Etienne (Englewood, 17 settembre 1999) è un cestista statunitense, professionista nella NBA con i Brooklyn Nets e in G League con i Long Island Nets.

## Carriera
Dopo aver completato la carriera collegiale con i Wichita State University, non viene scelto al Draft NBA 2022, rimanendo undrafted. Gioca due anni per i College Park Skyhawks in G League, per poi firmare, nel 2024, un two-way contract con i Brooklyn Nets, venendo poi associato alla squadra affiliata dei Long Island Nets.

## Statistiche

### College
| Anno      | Squadra      | PG | PT | MP   | TC%  | 3P%  | TL%  | RP  | AP  | PRP | SP  | PP   |
| --------- | ------------ | -- | -- | ---- | ---- | ---- | ---- | --- | --- | --- | --- | ---- |
| 2019-2020 | WSU Shockers | 31 | 17 | 24,6 | 37,6 | 38,8 | 80,0 | 2,1 | 1,4 | 1,2 | 0,1 | 9,4  |
| 2020-2021 | WSU Shockers | 22 | 22 | 33,8 | 37,1 | 39,2 | 75,7 | 3,4 | 2,5 | 1,0 | 0,1 | 16,3 |
| 2021-2022 | WSU Shockers | 27 | 26 | 34,3 | 35,9 | 32,6 | 76,8 | 2,9 | 2,0 | 1,1 | 0,0 | 14,9 |
| Carriera  | Carriera     | 80 | 65 | 30,4 | 36,7 | 36,4 | 77,2 | 2,7 | 1,9 | 1,1 | 0,1 | 13,2 |

### NBA

#### Regular Season
| Anno      | Squadra       | PG | PT | MP   | TC%  | 3P%  | TL%  | RP  | AP  | PRP | SP  | PP  |
| --------- | ------------- | -- | -- | ---- | ---- | ---- | ---- | --- | --- | --- | --- | --- |
| 2024-2025 | Brooklyn Nets | 7  | 0  | 21,6 | 32,7 | 29,5 | 80,0 | 1,3 | 1,7 | 0,4 | 0,1 | 7,9 |
| Carriera  | Carriera      | 7  | 0  | 21,6 | 32,7 | 29,5 | 80,0 | 1,3 | 1,7 | 0,4 | 0,1 | 7,9 |

### G League

#### Regular Season
| Anno      | Squadra          | PG  | PT | MP   | TC%  | 3P%  | TL%  | RP  | AP  | PRP | SP  | PP   |
| --------- | ---------------- | --- | -- | ---- | ---- | ---- | ---- | --- | --- | --- | --- | ---- |
| 2022-2023 | C.P. Skyhawks    | 47  | 3  | 17,1 | 38,3 | 33,6 | 78,8 | 1,4 | 1,6 | 0,5 | 0,2 | 6,6  |
| 2023-2024 | C.P. Skyhawks    | 37  | 28 | 25,3 | 44,1 | 35,9 | 80,0 | 2,7 | 3,9 | 0,6 | 0,3 | 10,5 |
| 2024-2025 | Long Island Nets | 48  | 48 | 34,5 | 46,4 | 41,8 | 79,4 | 3,1 | 3,5 | 1,4 | 0,2 | 17,1 |
| Carriera  | Carriera         | 132 | 79 | 25,7 | 44,0 | 38,5 | 79,4 | 2,4 | 3,0 | 0,9 | 0,2 | 11,5 |